# روبرت ألبيرج
روبرت ألبيرج (بالإنجليزية: Robert Wahlberg) هو ممثل أمريكي، ولد في 18 ديسمبر 1967 ببوسطن في الولايات المتحدة.

## أعمال

### أفلام
- (2003) نهر غامض[5]
- (2006) المغادرون[6]
- (2007) رحلت الطفلة رحلت[7]
- (2012) تهريب[8][9]

## وصلات خارجية
- روبرت ألبيرج على موقع IMDb (الإنجليزية)
- روبرت ألبيرج على موقع قاعدة بيانات الفيلم (الإنجليزية)